# Appalachiosaurus montgomeriensis
L'appalachiosauro (Appalachiosaurus montgomeriensis) è un dinosauro carnivoro appartenente al gruppo dei tirannosauri, vissuto nel Cretaceo superiore (Campaniano, circa 77 milioni di anni fa). I suoi resti sono stati rinvenuti in Alabama (USA).

## Descrizione
Come tutti i teropodi l'appalachiosauro era bipede; si muoveva sulle lunghe e robuste zampe posteriori, mentre quelle anteriori dovevano essere ridotte a semplici moncherini. Il cranio era grande e robusto, dotato di ampie "finestre", e le fauci erano armate di lunghi denti seghettati. È stato rinvenuto solo uno scheletro di un esemplare giovane, che in vita doveva essere lungo circa 7,5 metri e pesante poco più di 1800 chilogrammi. Gli esemplari adulti erano probabilmente molto più grandi,con stime per la lunghezza che variano dai 9,7 ai quasi 11 metri per un peso che, estrapolato sulla falsariga degli altri tyrannosauroidi giganti come Yutyrannus, poteva aggirarsi intorno alle 3,5 tonnellate. L'appalachiosauro è notevole per essere il teropode più conosciuto proveniente dalla parte orientale del Nordamerica, anche se non il più famoso storicamente (si veda Dryptosaurus).

## Denominazione
Il nome di questo dinosauro deriva dalla regione degli Stati Uniti orientali nota come Appalachia, che ha dato il nome anche all'antico continente isola sul quale l'appalachiosauro viveva. Entrambe queste regioni, comunque, traggono il nome dai Monti Appalachi. Il nome specifico (A. montgomeriensis) deriva dalla contea di Montgomery, in Alabama, dove sono stati ritrovati i fossili. La descrizione dei resti è avvenuta nel 2005 ad opera di Thomas Carr, Thomas Williamson e David Schwimmer.

## Fossili

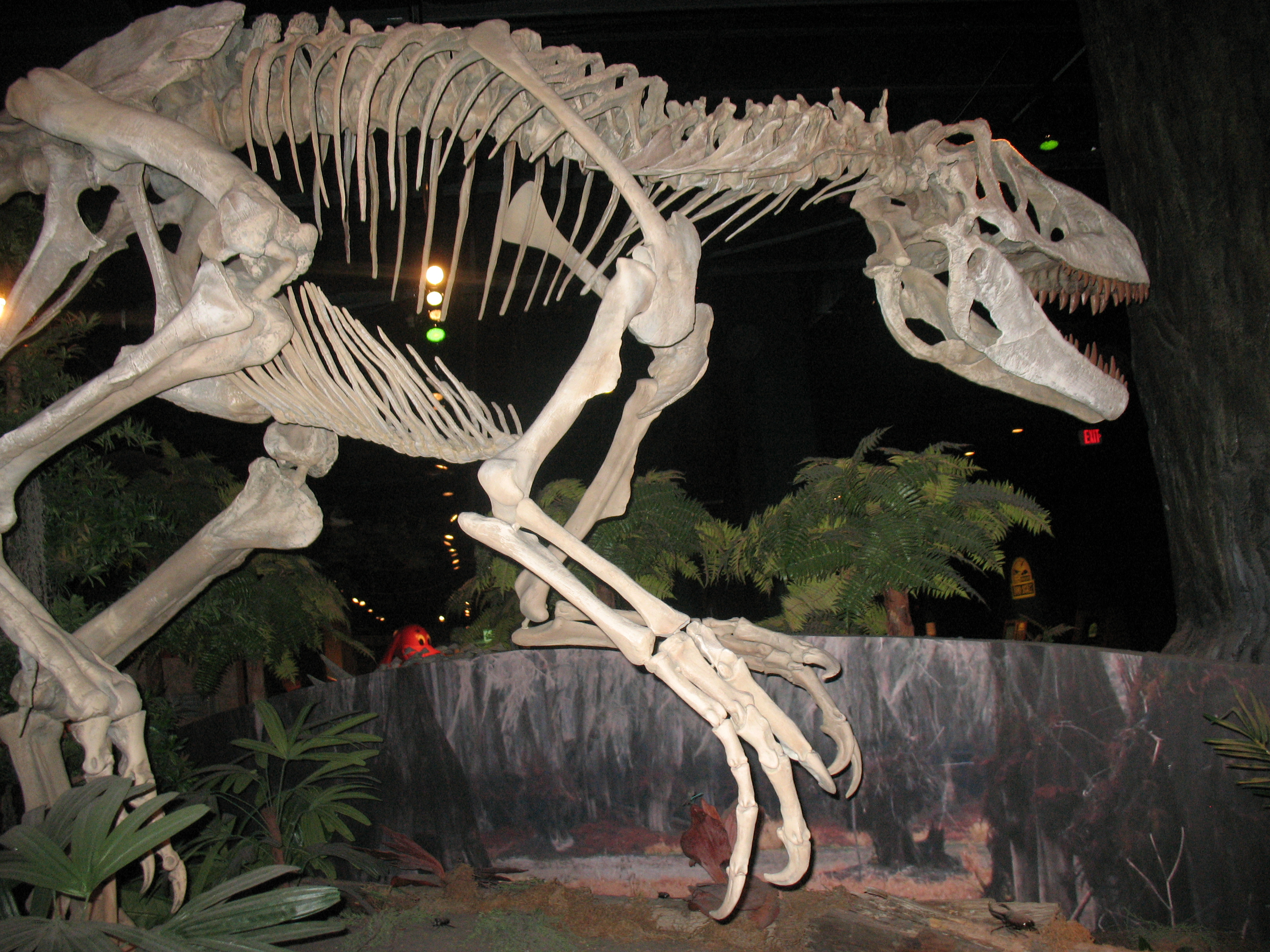
Scheletro di Appalachiosaurus datato, ad oggi studi recenti dimostrano come gli arti anteriori fossero molto più corti

L'appalachiosauro è conosciuto a partire da resti fossili parziali, che includono un cranio incompleto e parti della mandibola, così come alcune vertebre, parti della pelvi e gran parte delle zampe posteriori. Vi sono alcune suture craniche tra le ossa del teschio, ad indicare che l'animale non era un adulto. L'esemplare, benché leggermente danneggiato, rivela alcune caratteristiche uniche: gli artigli dei piedi mostrano un'insolita estensione sulla parte più vicina al corpo, e una fila di sei basse carene percorre la sommità del cranio, simile a quella dell'asiatico Alioramus. In ogni caso, molti tirannosauri mostrano un'ornamentazione di vario tipo nella parte superiore del muso. L'appalachiosauro, per queste caratteristiche, differisce notevolmente da un altro tirannosauro primitivo vissuto nel Nordamerica orientale, Dryptosaurus.

### Possibile patologia
Due vertebre della coda sono state rinvenute fuse insieme, forse come risultato di una nuova crescita ossea in seguito a qualche tipo di ferita.

## Analisi filogenetiche
I fossili dell'appalachiosauro sono abbastanza completi da poter essere usati nelle analisi filogenetiche usate in cladistica. La prima fu effettuata quando ancora l'animale non era stato descritto ufficialmente, e poneva l'appalachiosauro tra i membri della sottofamiglia degli albertosaurini (Albertosaurinae), che comprende anche Albertosaurus e Gorgosaurus (Holtz, 2004). La descrizione originale del 2005 includeva un'analisi cladistica che invece considerava la nuova forma come un tirannosauroide basale (insieme con Alioramus, Alectrosaurus ed Eotyrannus), al di fuori della famiglia dei tirannosauridi (Carr et al., 2005). In ogni caso, all'epoca di questa classificazione non erano ancora stati descritti tirannosauri primitivi come Dilong e Guanlong; queste esclusioni potrebbero essere significative riguardo alla filogenia dell'intero gruppo, ma ad oggi nessuna analisi contenente tutte le forme note di tirannosauroidi è stata pubblicata.